# Marmagne (Cher)
Marmagne település Franciaországban, Cher megyében. Lakosainak száma 1934 fő (2022. január 1.). Marmagne Berry-Bouy, Bourges, La Chapelle-Saint-Ursin, Mehun-sur-Yèvre, Morthomiers, Saint-Doulchard és Sainte-Thorette községekkel határos.

## Népesség
A település népessége az elmúlt években az alábbi módon változott:
| Lakosok száma | 1321 | 1774 | 1908 | 1989 | 2005 | 2005 | 1960 | 1922 | 1916 | 1934 |
|               | 1968 | 1982 | 1990 | 2006 | 2013 | 2015 | 2017 | 2019 | 2020 | 2022 |